# Grasige Moldau
Die Grasige Moldau (tschechisch Řasnice, auch Travnatá Vltava) ist ein rechter Zufluss der Warmen Moldau in Tschechien.

## Verlauf
Die Řasnice entspringt am südwestlichen Fuße der Žďárecká hora (Parmberg, 1064 m n.m.) im Böhmerwald. Ihre Quelle liegt knapp zwei Kilometer nördlich von Hinterfirmiansreut am Langruck (1011 m n.m.) nahe der Grenze zu Bayern. Ihr Oberlauf, der früher Kesselbach genannt wurde, führt mit südöstlicher, später südlicher Richtung am östlichen Fuße des Geissberges (1018 m) und des Pomezní stráň (968 m n.m.) vorbei an den Wüstungen Josefov (Josefstal) und Točná (Fahrenhäuser) nach Dolní Světlé Hory (Unterlichtbuchet). In dem erloschenen Dorf erstreckt sich rechts der Řasnice bis zur Grenze das Naturdenkmal „Kotlina Valné“. Dort nimmt die Řasnice wieder südöstliche Richtung und fließt in einem seichten Tal zwischen der Homole (Farfleck, 1056 m n.m.), dem Skalnatý hřbet (Gaisberg, 1072 m n.m.), dem Lískový vrch (1026 m n.m.), dem Obecní vrch (937 m n.m.) sowie dem Střední kopec (Mitterscheibling, 920 m n.m.), dem Pomezný (Scheiblingsberg, 1002 m n.m.), der Silnická hora (998 m n.m.) und dem Silnický vršek (Landstraß, 920 m n.m.) an den Wüstungen Horní Světlé Hory (Oberlichtbuchet), Gastberg, Silnice (Landstraßen) und U slepého Matěje (Blindehiesl) vorbei und wird danach von der Staatsstraße I/4 zwischen Strážný und Philippsreut überbrückt. Nördlich von Schnellenzipf bildet die Řasnice zwischen den Einmündungen der Grenzbäche Wagenwasser und Harlandbach auf einer Länge von einem halben Kilometer die Grenze zwischen Deutschland und Tschechien. Bei der Wüstung Dolní Cazov (Unterzassau) fließt die Řasnice wieder auf böhmisches Gebiet und nimmt nördliche Richtung. In zahlreichen Mäandern windet sich der Bach danach östlich des Naturdenkmals Splavské rašeliniště vorbei an der Wüstung Splavský mlýn (Dammmühle) bis Hliniště (Leimsgrub) durch ein sumpfiges Tal. Entlang des Unterlaufes der Řasnice liegen die Ortschaften Řasnice (Pumperle), Mlýn Řasnice (Pumperler Mühle) und Vlčí Jámy (Wolfsgrub). Gegenüber von Lenora mündet die Řasnice schließlich nach 19,2 Kilometern in die Warme Moldau. Sie hat ein Einzugsgebiet von 89,4 km².

## Geschichte
Früher hatte der Bach keine einheitliche Bezeichnung. Der Oberlauf wurde Kesselbach genannt. Aus dem Zusammenfluss des Kesselbaches und des Schmelzbaches entstand in Unterlichtbuchet der Wolfaubach bzw. Wolfsaubach, der gelegentlich auch Schweizerbach genannt wurde. Als Grasige Moldau wurde der Unterlauf nach dem Zusammenfluss des Wolfaubaches mit dem Schlösselbach bezeichnet. Der erst spät von Holzfällern besiedelte Ober- und Mittellauf des Baches wurde in den 1950er Jahren im Zuge der Errichtung des Eisernen Vorhangs gänzlich abgesiedelt und die daran liegenden Ortschaften zerstört.

## Zuflüsse
- Schmelzbach/Řáska, r, in Dolní Světlé Hory
- Schweizerbach/Švýcarský potok, r, unterhalb Dolní Světlé Hory
- Wagenwasser/Hraniční potok, r, bei Schnellenzipf
- Harlandbach/Mechový potok, r, bei Schnellenzipf
- Splavský potok, r, unterhalb Dolní Cazov
- Častá (Schlösselbach, auch Kiesbach), l, bei Splavský mlýn
- Hliništský potok, l, in Hliniště
- Radvanovický potok, r, bei Mlýn Řasnice